# Альберто Моравіа
Альбе́рто Мора́віа (італ. Alberto Moravia; 28 листопада 1907, Рим — 26 вересня 1990, там само) — італійський письменник та журналіст.

## Життєпис
Альберто Пінкерле народився у Римі на вулиці Джованні Сгамбата в єврейсько-католицькій родині як другий з чотирьох дітей. Його батько, Карло Пінкерле, народився у Венеції в єврейській родині, за фахом був архітектором та художником. Мати — Тереза Іджинія Де Марсаніч походила з Анкони. Псевдонім «Моравіа» Алберто Пінкерле взяв на згадку про моравське походження бабусі по батьковій лінії.
У дев'ять років Альберто захворів на туберкульоз кісток, тож більшість часу між 1916 та 1925 роками він провів у різних санаторіях. У цей час він багато читав, саме тоді він познайомився з творчістю таких важливих для нього письменників, як Джакомо Леопарді, Карло Гольдоні, Артюр Рембо, Мольєр, Джованні Бокаччо, Алессандро Мандзоні, Вільям Шекспір, Чарльз Діккенс, Микола Гоголь, а особливо Федір Достоєвський.

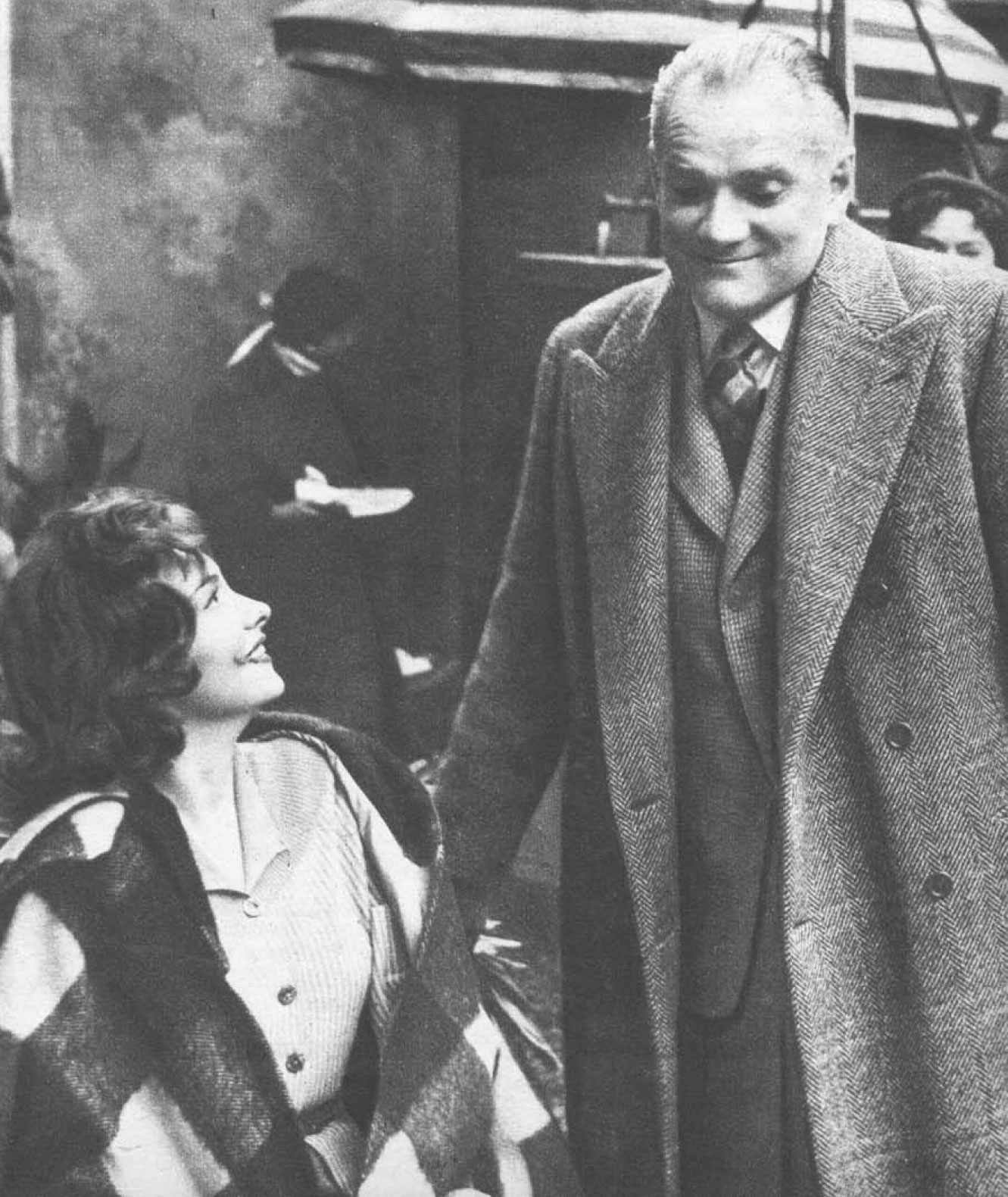
Моравіа та Джина Лоллобриджида у 1954 р.

1925 року, виписавшись з санаторію, Альберто взявся за написання свого першого роману «Байдужі». Роман був опублікований 1929 року за власний кошт автора.
З 1927 року Моравіа публікує свої оповідання у часописі «'900». У 30-і роки він працював закордонним кореспондентом для італійських газет. Під час журналістиських відряджень він відвідав Польщу, Китай, Мексику та США. 1936 року Моравіа познайомився з Ельзою Моранте (1912—1985), з якою одружився 1941 року. Ще у 30-і роки Моравіа вступив у конфлікт з фашистським режимом Беніто Муссоліні та Ватиканом, внаслідок чого втратив роботу і йому було заборонено писати. У 1941—1943 роках Моравіа жив на острові Капрі, де він таємно продовжував письменницьку діяльність й помстився режимові сатирою на фашизм «Маскарад».
Коли в 1943 році нацистські війська окупували Рим, Моравіа з багатьма іншими інтелектуалами утік в гори Чочара, де переховуючись у селян, він писав свої нові романи. Після звільнення Італії від нацистів американськими військами, Моравіа опублікував свій роман «Агостіно». Після війни він знову займався журналістською роботою, зокрема для впливової газети «Corriere della Sera», для якої працював кінокритиком.
1947 року був опублікований його рома Римлянка. Представники католицької церкви висловлювали обурення щодо того, як Моравіа трактує тему сексу, і в 1952 році цей роман було занесено до Index Librorum Prohibitorum. Того ж року Моравіа одержав престижну премію Стрега за свої оповідання.
1953 року разом з Альберто Кароччі він заснував журнал «Nuovi Argomenti», для якого працював на посаді редактора разом зі своїм другом П'єром Паоло Пазоліні.
1954 і 1959 року Моравіа опублікував обидва томи своїх «Римських оповідань». Світовий успіх прийшов до нього з романом «Нудота» (La noia), що вийшов друком 1960 року.
1962 року Моравіа розлучився з Ельзою Моранте і тривалий час жив з письменницею Дачією Мараіні (*1936). 1986 року увагу преси привернуло одруження Моравіа з іспанкою Кармен Льєра, молодшою за нього на 47 років.
У 1984—1989 роках він був депутатом Європарламенту від Комуністичної партії Італії.
Альберто Моравіа помер 26 вересня 1990 року у своєму римському помешканні на березі Тібру від сердечної недостатності.
Численні романи і оповідання Моравіа було екранізовано.

## Вибрані твори
- La cortigiana stanca (Втомлена куртизанка, 1927)
- Gli indifferenti (Байдужі, 1929)
- L'imbroglio (Обман, 1937)
- I sogni del pigro (Мрії ледачого, 1940)
- La mascherata (Маскарад, 1941)
- Agostino (Агостіно, 1944)
- L'epidemia (Епідемія, 1944)
- La romana (Римлянка, 1947)
- Il conformista (Конформіст, 1947)
- La disubbidienza (Непокора, 1948)
- L'amore coniugale e altri racconti (Подружня любов та інші оповідання, 1949)
- I racconti (Оповідання, 1952)
- Racconti romani (Римські оповідання, 1954)
- Il disprezzo (Презирство, 1954)
- La ciociara (Чочара, 1957)
- Nuovi racconti romani (Нові римські оповідання, 1959)
- La noia (Нудьга, 1960)
- L'automa (Робот, 1962)
- L'uomo come fine e altri saggi (Людина як завершення та інші есе, 1963)
- L'attenzione (Увага, 1965, в українському перекладі «Увага до жінки»)
- Una cosa è una cosa (Річ це річ, 1967)
- La vita è gioco (Життя є гра, 1969)
- Il paradiso (Рай, 1970)
- Io e lui (Я і Він, 1971)
- A quale tribù appartieni? (З якого ти племені?, 1972)
- Un'altra vita (Інше життя, 1973)
- Al cinema (Кіно, 1975)
- Boh (1976)
- La vita interiore (Внутрішнє життя, 1978)
- 1934 (1982)
- Storie della preistoria (Доісторичні оповідання, 1982)
- La cosa (Річ, 1983)
- La tempesta (Буря, 1984)
- L'inverno nucleare (Ядерна зима, 1986) — есе
- L'uomo che guarda (Чоловік, що дивиться, 1986)
- Il viaggio a Roma (Подорож до Рима, 1988)
- Il vassoio davanti alla porta (Лоток перед дверима, 1989) — оповідання
- La villa del venerdì e altri racconti (Вілла п'ятниці та інші оповідання, 1990) — оповідання
- Vita di Moravia (Життя Моравіа, 1990)
- La donna leopardo (Панна-леопард, 1991) — незакінчений роман
- Romildo (Ромільдо, 1993) — посмертно, оповідання
- Diario europeo (Європейський щоденник, 1993) — посмертно, дорожні нотатки
- Viaggi. Articoli 1930—1990 (Подорожі. Статті 1930—1990, 1994)
- I due amici (Двоє друзів, 2007) — незакінчений роман

## Українські переклади
Окремі твори Альберто Моравіа українською мовою переклали І. Труш, Анатоль Перепадя, Вадим Скуратівський, П. Соколовський, Б. Олександрів.
Видання українською:
- Альберто Моравіа. Римські оповідання [Архівовано 25 квітня 2015 у Wayback Machine.] Переклав з італійської І. Труш; вступне слово В. Скуратівського. — Київ: Дніпро, 1974.
- Альберто Моравіа. Гра. Хай живе Верді! Жінка-невидимка. Уява. (Переклад з італійської Анатоля Перепаді) «Всесвіт» 1978 № 2/58—61.
- Альберто Моравіа. Чочара. Римські оповідання. [Архівовано 25 квітня 2015 у Wayback Machine.] Переклали з італійської П. І. Соколовський та І. С. Труш. — Київ: Дніпро, 1991, Серія «Зарубіжна проза XX століття».
- Альберто Моравіа. Увага до жінки / пер. з італійської Анатоль Перепадя // Всесвіт : журнал. — 1992. — № 12. — С. 3–153.
- Альберто Моравіа, Чочара: роман; переклад з італійської Петра Соколовського. — Харків : Фоліо, 2009. — 288 с.

## Екранізації
- 1953 — «Провінціалка», італійський кінофільм Маріо Сольдаті за однойменним романом. У головних ролях Джина Лоллобриджида і Габріеле Ферцетті.
- 1960 — «Чочара», італійсько-французький кінофільм Вітторіо де Сіка за однойменним романом. У головних ролях Софі Лорен, Жан-Поль Бельмондо та Елеонора Браун.
- 1963 — «Нудьга», італійсько-французький кінофільм Даміано Даміані за однойменним романом. У головних ролях Горст Бухгольц, Катрін Спаак та Бетті Девіс.
- 1963 — «Вчора, сьогодні, завтра», італійський кінофільм Вітторіо де Сіка (стрічка складається з трьох новел, друга з яких — «Анна», заснована на оповіданні «Занадто багата», італ. Troppo ricca). У головних ролях Софі Лорен і Марчелло Мастроянні.
- 1963 — «Зневага», італійсько-французький кінофільм Жана-Люка Годара за однойменним романом. У головних ролях Бріжіт Бардо, Джек Паланс та Мішель Пікколі.
- 1970 — «Конформіст», італійський кінофільм Бернардо Бертолуччі за однойменним романом. У головних ролях Жан-Луї Трентіньян і Стефанія Сандреллі.
- 1988 — «Чочара», італійський телефільм Діно Різі за однойменним романом. У головних ролях Софі Лорен, Сідні Пенні, Андреа Оччіпінті та Роберт Лоджа.
- 1991 — «Чоловіки і коханці», італійський кінофільм Мауро Болоньїні за однойменним оповіданням. У головних ролях Джуліан Сендс, Йоанна Пакула та Чекі Каріо.
- 1994 — «Підглядач», італійський кінофільм Тінто Брасса за однойменним романом.